# اینگویلد ایساکسن
اینگویلد ایساکسن (انگلیسی: Ingvild Isaksen؛ زادهٔ ۱۰ فوریهٔ ۱۹۸۹) بازیکن فوتبال اهل نروژ است.
از باشگاه‌هایی که در آن بازی کرده‌است می‌توان به باشگاه فوتبال یوونتوس اشاره کرد.
وی همچنین در تیم ملی فوتبال زنان نروژ بازی کرده‌است.